# Dick Twardzik
Richard Twardzik (Danvers, Massachusetts, 30 april 1931 – Parijs, 21 oktober 1955) was een Amerikaanse jazz-pianist. Hij was talentvol en speelde onder meer met Charlie Parker en Chet Baker. Hij stierf op 24-jarige leeftijd aan een overdosis heroïne.

## Levensloop
Twardzik was de zoon van Henryk en Clare Twardzik. Hij studeerde piano bij de moeder van saxofonist Serge Chaloff. Op 14-jarige leeftijd begon hij in clubs in Boston te spelen. Later ging hij naar New England Conservatory in Boston, Massachusetts. Als teenager raakte hij al verslaafd.
In 1951 speelde hij op plaatopnames van saxofonist Charlie Mariano en een paar maanden later speelde hij met Serge Chaloff. Eind 1952 begeleidde hij Charlie Parker tijdens een tournee in het oosten van Massachusetts; opnames daarvan verschenen op enkele platen. Daarna begeleidde hij vibrafonist Lionel Hampton tijdens een tournee. In 1954 was hij de pianist van Chaloff tijdens diens plaatopnames voor The Fabel of Mabel. Het titelnummer was een compositie van Twardzik. Pacific Jazz raakte geïnteresseerd en Twardzik kon een plaat maken. Hij ging in oktober dat jaar de studio van Rudy Van Gelder in, met bassist Carson Smith en drummer Peter Littman (eveneens verslaafd) en maakte opnames die later op één kant van een lp werden gezet. Op de andere kant stond werk van pianist Russ Freeman, de producer van de opnames. Een oefentape met improvisaties werd in 1992 uitgebracht en laat voornamelijk Twardzik en Littman horen.
In de zomer van 1955 wilde trompettist (en gebruiker) Chet Baker op tournee door Europa. Freeman wilde niet mee en raadde Baker aan Twardzik mee te nemen. Op 11 en 14 oktober maakte de groep opnames in Parijs, bijna allemaal stukken van Bob Zieff, die later op de platen Chet in Paris en Chet Baker in Europe werden uitgebracht. Twardzik trad nog op in Stuttgart met saxofonist Lars Gullin, en in een club in Parijs. Op 21 oktober werd hij dood in Hotel Madeleine gevonden, met de naald nog in zijn arm.

## Discografie
- 1954: Richard Twardzik/Russ Freeman, Pacific, 1954
- 1954: Richard Twardzik: 1954 Improviatations  (New Artists)
- ????: Chet Baker: Chet Baker in Paris - The Complete Vogue Recordings (Vogue)
- 1954: Serge Chaloff All Stars: The Fable Of Mable (Black Lion)
- 1955/56: Lars Gullin & Chet Baker Quintet: Lars Gullin 1955/1956 (Dragon)
- 1951, 1953: Charlie Mariano: Boston All-Stars / New Sound From Boston (OJC)

- Bibliothèque nationale de France: cb13928989j (data)
- Gemeinsame Normdatei: 14326043X
- International Standard Name Identifier: 0000 0001 0883 9132
- Library of Congress Control Number: n92014749
- MusicBrainz: f0f735ab-85ee-49b3-b99d-a3d81514ac6d
- Istituto Centrale per il Catalogo Unico: UBOV984548
- SNAC: w60c7stj
- Système universitaire de documentation: 156838966
- Virtual International Authority File: 29720827
- WorldCat: E39PBJqQtRRycYvKG4WXVT4yVC